# Phillip Smith
Phillip Hagar Smith (29 de abril de 1905, 29 de agosto de 1987) fue un ingeniero eléctrico, conocido principalmente por la invención de la carta de Smith.
Se graduó en 1928 en la universidad Tufts. Desarrolló el método gráfico que lleva su nombre mientras trabajaba en Laboratorios Bell. Se retiró en 1970.